# Campionato del mediterraneo di scherma 2018
Il Campionato del mediterraneo di scherma del 2018 ("2018 Mediterranean Fencing Championships") è stato organizzato dalla Confederazione europea di scherma e si è svolto a Il Cairo in Egitto dal 16 al 18 febbraio.
Nella categoria "juniores" del fioretto, si sono aggiudicati i titoli di campione e campionessa del mediterraneo l'egiziano Sanaa, che ha battuto in finale il connazionale Eid, e l'egiziana Yara Elsharkawy, che ha avuto la meglio sul l'italiana Lucrezia Cantarini. Nella categoria "cadetti" del fioretto hanno trionfato l'italiano Leonardo Pieralisi, che ha sconfitto in finale il connazionale Damiano Di Veroli, e l'italiana Carlotta Ferrari, che ha battuto all'ultimo incontro l'egiziana Hany.
Nella spada il neo-campione e la neo campionessa "juniores" sono stati l'italiano Matteo Amodio Maisto, che ha battuto in finale l'egiziano Mohab Mowafy, e l'italiana Marzia Cena, che ha superato l'egiziana Nounou. Nella categoria "cadetti" hanno vinto l'italiano Simone Mencarelli, che ha battuto in finale l'egiziano Ramadan, e l'italiana Emilia Rossatti, che ha sconfitto la connazionale Francesca Gentile.
Infine, nella competizione di sciabola della categoria "juniores", hanno trionfato l'egiziano Yassin Agamy, superando l'italiano Lorenzo Ottaviani, e l'italiana Vally Giovannelli, che ha sconfitto la turca Cakir. Nella sciabola "cadetti" hanno vinto il titolo mediterraneo, l'italiano Michele Gallo, che ha sconfitto il connazionale Lorenzo Ottaviani, e la turca Cakir, che ha battuto l'italiana Gaia Pia Carella.

## Podi

### Juniores

#### Uomini
| Specialità  | Oro                  | Argento           | Bronzo                          |
| Individuali |                      |                   |                                 |
| Fioretto    | Youssef Sanaa        | Youssef Eid       | Leonardo Pieralisi Ayman Rabeaa |
| Spada       | Matteo Amodio Maisto | Mohab Mowafy      | Simone Mencarelli Ahmed Elsayed |
| Sciabola    | Yassin Agamy         | Lorenzo Ottaviani | Mostafa Ayman Medhat Moataz     |

#### Donne
| Specialità  | Oro               | Argento            | Bronzo                           |
| Individuali |                   |                    |                                  |
| Fioretto    | Yara Elsharkawy   | Lucrezia Cantarini | Carlotta Ferrari Noha Hany       |
| Spada       | Marzia Cena       | Sara Nounou        | Shirwit Gaber Lma Huzayen        |
| Sciabola    | Vally Giovannelli | Aylin Cakir        | Alessia Di Carlo Logayn Faramawe |

### Cadetti

#### Uomini
| Specialità  | Oro                | Argento           | Bronzo                               |
| Individuali |                    |                   |                                      |
| Fioretto    | Leonardo Pieralisi | Damiano Di Veroli | Alp Eyupoglu Yahia Mady              |
| Spada       | Simone Mencarelli  | Ibrahim Ramadan   | Matteo Amodio Maisto Mohamed ElSayed |
| Sciabola    | Michele Gallo      | Lorenzo Ottaviani | Mazen Elaraby Adham Moataz           |

#### Donne
| Specialità  | Oro              | Argento           | Bronzo                             |
| Individuali |                  |                   |                                    |
| Fioretto    | Carlotta Ferrari | Noha Hany         | Giulia Amore Lucrezia Cantarini    |
| Spada       | Emilia Rossatti  | Francesca Gentile | Genan Aysha Lal Erman              |
| Sciabola    | Aylin Cakir      | Gaia Pia Carella  | Vally Giovannelli Alessia Di Carlo |

## Medagliere
| Pos.   | Nazione   | Oro | Argento | Bronzo | Totale |
| ------ | --------- | --- | ------- | ------ | ------ |
| 1      | Italia    | 8   | 6       | 9      | 23     |
| 2      | Egitto    | 3   | 5       | 12     | 20     |
| 3      | Turchia   | 1   | 1       | 2      | 4      |
| 4      | Giordania | 0   | 0       | 1      | 1      |
| Totale | Totale    | 12  | 12      | 24     | 48     |